# Francesco Morlacchi
Francesco Morlacchi (Perusa, 14 de juny de 1784 - Innsbruck, 28 d'octubre de 1841) fou un compositor italià de més de vint òperes. Durant els molts anys que va passar a la Kapellmeister reial de Dresden, va popularitzar l'estil operístic italià.
Morlacchi va començar a compondre de molt jove, primer estudiant amb el seu oncle Giovanni Mazzetti i més tard amb Luigi Caruso. Més tard estudià al Conservatori de Santa Maria di Loreto amb Zingarelli. Finalment el 1805, es traslladà a Bolonya a l'escola de Stanislao Mattei on coneixia Gioachino Rossini. Els primers treballs operístics de Morlacchi eren escrits el 1807, i eren una farsa i una òpera còmica Il poeta spiantato. El 1807 guanyà un concurs per a la capella de la catedral d'Urbino. El seu primer treball de teatre veritablement important fou l'òpera seria Corradino (Parma, 1808), que el condueix a rebre encàrrecs de les òperes de Roma i Milà. El 1810 és portat a Dresden per la famosa mezzosoprano Marietta Marcolini, i el 1811 esdevingué Kapellmeister de l'Òpera italiana a Dresden. Al voltant d'aquest càrrec, que desenvolupà fins a la seva mort, amb petits intervals durant els seus curts viatges a Itàlia, se centra tota la carrera artística posterior de Morlacchi.
A Dresden, havia de treballar per agradar als crítics que en aquell moment preferien l'òpera alemanya, i Morlacchi i les seves composicions es veien com a representacions de l'ordre antic i aristocràtic. Com a típic representant de l'escola italiana, marcà el punt de pas de l'última producció del segle xviii i el fruit de la creativitat de la generació de Rossini i, més tard, de la de Mercadante i Donizetti. En aquell temps va compondre un singular Il nuovo barbiere di Siviglia, exactament el mateix any que Rossini presentés el seu. Morlacchi es basava en el llibret de Giuseppe Petrosellini, més antic del que va utilitzar Rossini de Cesare Sterbini.
Un dels treballs més reeixits de Morlacchi fou Tebaldo e Isolina (La Fenice, Venècia 1822). El castrat Giovanni Velluti la va estrenar. L'òpera s'interpretà a 40 ciutats durant els deu anys següents, en gran part gràcies a la gran actuació de Velluti. També és autor de l'òpera Colombo (1828).
L'obra de maduresa de Morlacchi, malgrat que substancialment lligada a la tradició compositiva del segle xviii, denota una meticulosa cura de la part instrumental i un tractament de la vocal en frases amplies d'explícita melodia, que, en certa manera, són el preludi de les òperes posteriors de Bellini i Donizetti. Un altre element força suggestiu de l'obra de Morlacchi és que assolí unir la tradició la tradició de la composició italiana i els evidents suggeriments de la música francesa. Tal vegada, per una espècie d'ironia de la història, les últimes òperes de Morlacchi no es troben totalment exemptes d'influències alemanyes, sobre tot en el referent al llenguatge harmònic i a la densitat tímbrica de la instrumentació. També destacà com a director d'orquestra, i a ell es deu el mèrit d'elevar el nivell tècnic i artístic de les execucions musicals en la cort de Dresden.
Fou autor de nombroses òperes, a més de les ja citades, oferim una llista no exhaustiva d'aquestes:
- Il ritratto (Verona, 1807);
- Paride ed Enone (Liorna, 1808),
- Oreste (Parma, 1808);
- Rinaldo d'Asti (Parma, 1809);
- Raoul de Créqui (Dresden, 1811);
- La capriciosa pentita (Pavia, 1812);
- La gioventù di Enrico V (Dresden, 1823);
- Il disperato per eccesso di buon cuore (Dresden, 1829);
- Francesca di Rimini (Dresden, 1839, inacabada).

Morlacchi també va compondre música sacra, cantates i música vocal i de cambra, així com un Rèquiem a la mort del rei Frederic August (1817). Va compondre un quartet, el Cant XXXIII (de l'Infern de Dante, per a piano, i baix continu, 1831).